# Гупалівська сільська рада
Гу́палівська сільська́ ра́да — колишній орган місцевого самоврядування в Магдалинівському районі Дніпропетровської області. Адміністративний центр — село Гупалівка.

## Загальні відомості
- Населення ради: 1 347 осіб (станом на 2001 рік)

## Населені пункти
Сільській раді були підпорядковані населені пункти:
- с. Гупалівка

## Склад ради
Рада складалася з 14 депутатів та голови.
- Голова ради: Сільман Наталія Степанівна
- Секретар ради: Тимошенко Ірина Борисівна

### Керівний склад попередніх скликань
| Прізвище, ім'я, по батькові | Основні відомості                                                                 | Дата обрання | Дата звільнення |
| --------------------------- | --------------------------------------------------------------------------------- | ------------ | --------------- |
| Логойда Ірина Михайлівна    | Сільський голова, 1970 року народження, член Всеукраїнського об'єднання «Громада» | 26.03.2006   | 31.10.2010      |
| Сільман Наталія Степанівна  | Сільський голова, 1961 року народження, освіта середня спеціальна, позапартійна   | 31.10.2010   |                 |

Примітка: таблиця складена за даними сайту Верховної Ради України

### Депутати
За результатами місцевих виборів 2010 року депутатами ради стали:

#### За суб'єктами висування
| Суб'єкт висування | Кількість обраних депутатів | %    |
| ----------------- | --------------------------- | ---- |
| Самовисування     | 7                           | 50   |
| Партія регіонів   | 6                           | 42,9 |
| Народна партія    | 1                           | 7,1  |

#### За округами
| № округу        | Прізвище, ім'я, по батькові  | Дата визнання обраним | Освіта             | Партійна приналежність | Відомості про обраного депутата                    |
| --------------- | ---------------------------- | --------------------- | ------------------ | ---------------------- | -------------------------------------------------- |
| Народна Партія  |                              |                       |                    |                        |                                                    |
| 3               | Кацай Олег Олексійович       | 02.11.2010            | середня            | член Народної партії   | тимчасово не працює                                |
| Партія регіонів |                              |                       |                    |                        |                                                    |
| 2               | Клочко Володимир Петрович    | 02.11.2010            | середня            | член Партії регіонів   | тимчасово не працює                                |
| 5               | Куцевол Світлана Анатолівна  | 02.11.2010            | середня            | член Партії регіонів   | Гупалівська загальноосвітня школа, кухар           |
| 6               | Пєтухова Катерина Іванівна   | 02.11.2010            | середня            | член Партії регіонів   | Гупалівська сільська рада, землевпорядник          |
| 7               | Кібець Тетяна Олексіївна     | 02.11.2010            | вища               | член Партії регіонів   | тимчасово не працює                                |
| 9               | Куцевол Анатолій Миколайович | 02.11.2010            | середня спеціальна | член Партії регіонів   | пенсіонер                                          |
| 10              | Жадан Тетяна Олександрівна   | 02.11.2010            | середня спеціальна | член Партії регіонів   | Гупалівська сільська рада, діловод                 |
| Самовисування   |                              |                       |                    |                        |                                                    |
| 1               | Красько Олександр Вікторович | 02.11.2010            | середня спеціальна | позапартійний          | «Полтаванафтогаз», електромонтер                   |
| 4               | Михайленко Віктор Іванович   | 14.11.2010            | середня спеціальна | позапартійний          | приватний підприємець                              |
| 8               | Тимошенко Ірина Борисівна    | 02.11.2010            | середня            | позапартійна           | Гупалівський териториальний центр, соц. працівник  |
| 11              | Коврига Віктор Вікторович    | 02.11.2010            | середня спеціальна | позапартійний          | Гупалівський дошкільний навчальний заклад, завгосп |
| 12              | Гавриленко Анатолій Юхимович | 02.11.2010            | середня            | позапартійний          | Гупалівська дільнича лікарня, кочегар              |
| 13              | Порохня Сергій Іванович      | 02.11.2010            | вища               | позапартійний          | відділ Гупалівської ГВЛ, ветлікар                  |
| 14              | Чунєєв Сергій Валерійович    | 02.11.2010            | середня            | позапартійний          | Гупалівський навчальний заклад, охоронець          |